# Отави
Ота́ви (англ. Otavi) — небольшой город в северной части Намибии, входит в состав области Очосондьюпа. Административный центр одноимённого округа.

## История
1 июля 1915 года в окрестностях Отави произошло сражение между частями германской армии и войсками Южно-Африканского Союза, закончившееся поражением немцев.

## Географическое положение
Город находится в северо-западной части области, на расстоянии приблизительно 317 километров к северо-северо-востоку (NNE) от столицы страны Виндхука. Абсолютная высота — 1412 метров над уровнем моря.

## Климат
| Показатель                    | Янв.  | Фев.  | Март | Апр. | Май  | Июнь | Июль | Авг. | Сен. | Окт. | Нояб. | Дек. | Год   |
| ----------------------------- | ----- | ----- | ---- | ---- | ---- | ---- | ---- | ---- | ---- | ---- | ----- | ---- | ----- |
| Средний суточный максимум, °C | 30,0  | 28,7  | 28,3 | 27,7 | 25,8 | 23,3 | 23,9 | 26,9 | 30,8 | 32,4 | 31,3  | 31,0 | 28,3  |
| Средняя температура, °C       | 23,4  | 22,4  | 21,9 | 20,4 | 17,2 | 14,3 | 14,4 | 17,1 | 21,5 | 23,9 | 23,9  | 23,6 | 20,3  |
| Средний суточный минимум, °C  | 16,7  | 16,0  | 15,4 | 13,1 | 8,6  | 5,4  | 4,8  | 7,3  | 12,3 | 15,4 | 16,5  | 16,3 | 12,3  |
| Норма осадков, мм             | 126,7 | 149,2 | 92,2 | 34,6 | 5,5  | 1,3  | 0,0  | 1,0  | 3,3  | 16,6 | 49,7  | 60,4 | 540,0 |
| Источник: ,                   |       |       |      |      |      |      |      |      |      |      |       |      |       |

## Население
По данным официальной переписи 1991 года численность населения составляла 3 506 человек.
Динамика численности населения города по годам:
| 1991  | 2013  |
| ----- | ----- |
| 3 506 | 5 016 |

## Экономика и транспорт
Основу экономики составляет сельскохозяйственное производство. Основной культурой возделываемой в окрестностях города является африканское просо.

В Отави расположена станция Транснамибийской железной дороги. Также через город проходит Натиональштрассе B1.